# Léon Jeck
Léon Jeck (Ans, 9 februari 1947 - Seraing, 24 juni 2007) was een Belgisch voetballer.

## Carrière
Léon Jeck speelde in de verdediging bij Standard Luik en werd drie jaar op rij (1969, 1970 en 1971) kampioen van België. Jeck kwam elf keer uit voor de Rode Duivels. Hij deed mee aan het WK voetbal 1970 in Mexico. Op dat toernooi speelde hij een cruciale rol in de wedstrijd tegen het gastland. Een foutieve tackle van hem leverde een (omstreden) strafschop op die werd verzilverd, waardoor België werd uitgeschakeld.

## Overlijden
Jeck overleed op 60-jarige leeftijd aan een longembolie.